# Hüseyin Ertunç
Hüseyin Ertunç (* 1947 in Balıkesir; † 14. Oktober 2018 in Bodrum) war ein türkischer bildender Künstler und Jazzmusiker (Schlagzeug, Perkussion).

## Wirken
Ertunç zog 1969 nach seinem Highschool-Abschluss am Ankara College in die USA, wo er sechs Jahre lang Malerei und Musik studierte. In Boston arbeitete er mit dem Worlds' Experience Orchestra von John Jamyll Jones, mit Cooper-Moore sowie in der Phill Musra Group (mit Michael Cosmic, Creator Spaces, 1974 bzw. unter Ertunçs Namen als Mûsikî, 1974). Weiterhin trat er in New York mit William Parker auf.
1975 kehrte Ertunç nach Istanbul zurück, 1978 reiste er nach Paris, wo er bis 1981 sein Kunst-Studium fortsetzte und verschiedene Ausstellungen hatte. Von 1981 bis 1987 lebte er in Istanbul und konzentrierte sich auf sein bildendes Schaffen. Von 1987 bis 1994 hielt er sich in Los Angeles auf. Dort kam es auch wieder zu Auftritten mit Phill Musra und Michael Cosmic.
Ab 1994 arbeitete Ertunç in der Türkei, wo er sich auf die bildende Kunst konzentrierte. Als Maler wurde er von der Tem Art Gallery in Istanbul vertreten. Mit seinen abstrakt-expressionistischen Gemälden mit gestischer Tiefe und Dunkelheit galt er als Ausnahme. Als Musiker hatte er daneben Auftritte und Aufnahmen mit KonstruKt, Okay Temiz und eigenen Gruppen sowie internationalen Gastmusikern.

## Diskographische Hinweise
- KonstruKt, Marshall Allen, Hüseyin Ertunç, Barlas Tan Özemek Vibrations of the Day (Re:konstruKt 2011)
- Konstrukt feat. Peter Brötzmann, Hüseyin Ertunç, Doğan Doğusel, Barlas Tan Özemek: Eklisia Sunday (Not Two Records 2013)
- Okay Temiz & Hüseyin Ertunç, Etnik Orkestra: Live in Istanbul (Sagittarius A-Star 2013)
- Okay Temiz / Hüseyin Ertunç / Doğan Doğusel: The Trio (Sagittarius A-Star 2013)
- Hüseyin Ertunç Sextet: A New World (Holiday Records 2019, mit Virginia Genta, Cem Tan, David Vanzan, Doğan Doğusel, Umut Çağlar)